# Михайличенко, Иван Харлампович
Ива́н Харла́мпович Михайличе́нко (2 сентября 1920; посёлок Алмазная, Донецкая губерния — 2 июня 1982, Москва) — дважды Герой Советского Союза (1944, 1945), полковник (1975), военный лётчик 1-го класса (1954).

## Биография
Родился 2 сентября 1920 года в посёлке Алмазная Алчевского района Донецкой губернии. Украинец. В 1936 году окончил 7 классов школы, в 1938 году — Серговское горнопромышленное училище. С сентября 1937 года работал электрослесарем на шахте в городе Серго (ныне — город Стаханов). В 1939 году окончил Серговский аэроклуб.
В армии с апреля 1940 года. В январе 1943 года окончил Ворошиловградскую военную авиационную школу лётчиков. Был пилотом 10-го запасного авиаполка (в Приволжском военном округе).
Участник Великой Отечественной войны: в июне 1943 — мае 1945 — лётчик, старший лётчик, командир звена, заместитель командира и командир авиаэскадрильи 667-го (с февраля 1944 — 141-го гвардейского) штурмового авиационного полка. Воевал на Воронежском, Степном, 2-м и 1-м Украинских фронтах. Участвовал в Курской битве, Белгородско-Харьковской операции, битве за Днепр, Кировоградской, Корсунь-Шевченковской, Уманско-Ботошанской, Львовско-Сандомирской, Сандомирско-Силезской, Нижнесилезской, Верхнесилезской, Берлинской и Пражской операциях. За время войны совершил 167 боевых вылетов на штурмовике Ил-2 для нанесения ударов по противнику, в 48 воздушных боях сбил лично 3 и в составе группы 3 самолёта противника.
За мужество и героизм, проявленные в боях, Указом Президиума Верховного Совета СССР от 1 июля 1944 года гвардии лейтенанту Михайличенко Ивану Харламповичу присвоено звание Героя Советского Союза с вручением ордена Ленина и медали «Золотая Звезда».
Указом Президиума Верховного Совета СССР от 27 июня 1945 года гвардии капитан Михайличенко Иван Харлампович награждён второй медалью «Золотая Звезда».
После войны продолжал службу в ВВС командиром авиаэскадрильи штурмового авиаполка, командиром и заместителем командира авиаэскадрильи истребительных авиаполков (в Центральной группе войск в Австрии и Прибалтийском военном округе). С 1950 года служил в авиации ПВО командиром звена, заместителем командира и командиром авиаэскадрильи, заместителем командира истребительного авиаполка (в Московском округе ПВО). В 1958 году окончил Центральные лётно-тактические курсы усовершенствования (город Липецк). C 1960 года — старший лётчик-инструктор отдела боевой подготовки авиации 3-го корпуса ПВО (в Ярославле). С февраля 1962 года подполковник И. Х. Михайличенко — в запасе.
В 1962—1973 годах работал механиком на опытном заводе «Фотон» Всесоюзного научно-исследовательского института источников тока.
Жил в Москве. Умер 2 июня 1982 года. Похоронен на Востряковском кладбище в Москве.

## Награды
- Дважды Герой Советского Союза (1.07.1944; 27.06.1945);
- орден Ленина (1.07.1944);
- четыре ордена Красного Знамени (19.09.1943; 5.08.1944; 4.05.1945; 22.02.1955);
- орден Александра Невского (22.02.1945);
- орден Отечественной войны 1-й степени (24.08.1943);
- орден Красной Звезды (26.10.1955);
- орден Славы 2-й степени (16.02.1944);
- орден Славы 3-й степени (5.02.1944);
- медали.

## Память
- Бронзовый бюст И. Х. Михайличенко установлен в городе Алмазная.
- В посёлке Сокол (в черте Ярославля), где служил И. Х. Михайличенко, установлена мемориальная доска.
- В 2016 г. Почта Луганской Народной Республики выпустила марку с портретом И.Михайличенко (входит в сцепку из четырех марок "Дважды Герои Советского Союза"), 2016 г.[3]